# James Mancham
James Richard Marie Mancham (Victoria, 11 agosto 1939 – Glacis, 8 gennaio 2017) è stato un politico seychellese.
È stato il primo Presidente delle Seychelles, in carica dal giugno 1976 al giugno 1977.
Dal 1970 al 1976 è stato Primo ministro. Dal 1977, anno in cui è stato deposto da un colpo di Stato, fino al 1992, ha vissuto a Londra in esilio.